# کمیسیون تلفیق مجلس شورای اسلامی

کمیسیون تلفیق یکی از کمیسیون‌های خاص مجلس شورای اسلامی ایران است.

براساس ماده ۴۱ آئین‌نامه داخلی مجلس شورای اسلامی «به منظور تنظیم اصول و مفاد برنامه‌های توسعه و لوایح بودجه کل کشور و ایجاد هماهنگی بین کمیسیون‌های تخصصی مجلس شورای اسلامی، پس از تقدیم لایحه مربوط توسط دولت به مجلس، کمیسیون تلفیق مرکب از اعضای ذیل تشکیل می‌گردد:
1. نُه نفر از اعضای کمیسیون برنامه و بودجه و محاسبات.
2. سه نفر از هر کمیسیون تخصصی دیگر

اعضای مذکور در بندهای فوق توسط کمیسیون‌های مربوطه انتخاب و به هیئت رئیسه مجلس معرفی می‌شوند. مأموریت این کمیسیون تا تصویب نهائی قانون برنامه توسعه یا لایحه بودجه سالانه کل کشور ادامه می‌یابد.
- تبصره ۱- کمیسیون تلفیق با حضور اکثریت مطلق اعضاء رسمیت می‌یابد.[۱]
- تبصره ۲- پیشنهادات مربوط به حوزه‌های انتخابیه اعضای کمیسیون تلفیق جهت ایجاد ردیف جدید یا افزایش اعتبارات یا تغییر عنوان طرح‌ها در لایحه بودجه ممنوع است.[۱]

در صورتی که معاونت برنامه‌ریزی و نظارت راهبردی رئیس‌جمهور در حین رسیدگی به لایحه بودجه به صورت کتبی و رسمی اشتباه یا از قلم‌افتادگی موارد مربوط به حوزه‌های انتخابیه را تأیید کند، موضوع با دوسوم رأی کمیسیون تلفیق قابل تصویب است.